# Esteribar
Esteribar és un municipi de Navarra, a la comarca d'Auñamendi, dins la merindad de Pamplona.

## Barris
Esteríbar és una vall formada per 31 pobles o indrets. Alguns d'ells tenen prou entitat com per a constituir-se en concejos dotats de certa autonomia. És el cas de:
- Antxoritz - 24 hab.
- Eugi - 342 hab.
- Inbuluzketa - 40 hab.
- Iragi - 23 hab.
- Larrasoaña - 168 hab.
- Leranotz - 13 hab.
- Saigots - 73 hab.
- Sarasibar - 29 hab.
- Urdaitz - 119 hab.
- Zabaldika - 25 hab.
- Zubiri - 439 hab.

Altre pobles del municipi, ja extints com a concejos, són:
- Agorreta - 22 hab.
- Akerreta - 8 hab.
- Arleta - 7 hab.
- Errea - 11 hab.
- Eskirotz - 16 hab.
- Gendulain - 10 hab.
- Idoi - 27 hab.
- Ilarratz - 21 hab.
- Ilurdotz - 52 hab.
- Irotz - 20 hab.
- Irure - 8 hab.
- Olloki - 25 hab.
- Osteritz - 15 hab.
- Setoain - 6 hab.
- Urtasun - 40 hab.
- Usetxi - 12 hab.
- Zuriain - 33 hab.

Estan despoblats:
- Belkunegi.
- Idoieta.
- Zai.

## Etimologia
L'actual nom oficial del municipi és Esteribar. Es tracta d'una variant del nom tradicional, Esteríbar, adaptat a les normes ortogràfiques modernes del basc, que manca de titlles. Abans d'imposar-se la forma Esteríbar, la vall es va dir Ezteribar, Azteribar i Esteribar. D'una banda s'identifica clarament que el segon element del nom és ibar, que significa vall en basc. Sobre aquest punt existeix unanimitat entre els estudiosos, ja que Esteríbar és precisament una vall i a més està situat en la zona bascòfona de Navarra, el que no deixa dubtes referent a això. Tanmateix, no és clar el significat del primer element del nom ester o ezter.
Existeixen nombroses teories referent a això que són esmentades per Mikel Belasko en el seu llibre Diccionari Etimològic de Localitats de Navarra. José Altadill creia que el nom de la vall es relacionava amb la paraula basca eztarri que significa gola i creia per tant que Esteribar (eztarribar) significava vall estreta o vall de la gola. Està hipòtesi entraria d'acord amb la de Jean-Baptiste Orpustan per al qual els topònims baixnavarresos d'Ezterenzubi i Esterengibel han de traduir-se respectivament com pont de les goles i darrere de les goles conferint el mateix significat que Altadill a la paraula ester o ezter.
Julio Caro Baroja a més d'esmentar la hipòtesi d'Altadill va proposar altres dues hipòtesis per a explicar el nom de la vall. D'una banda sostenia que Esteribar podria derivar-se d'ehiztari, caçador en basc, pel que Esteribar (ehiztaribar) seria el vall dels caçadors, provenint el nom de la vall de l'activitat econòmica de part de la seva població. Per a justificar aquesta hipòtesi cita José Yanguas y Miranda, qui en una de les seves obres comentava que als pecheros d'Esteribar se'ls anomenava caçadors. Esteribar era conegut com a Vall dels Caçadors en l'Edat Mitjana; aquest nom li venia donat pels privilegis de cacera que tenien i per les peces de caça que pagaven com a tribut.
Com a hipòtesi alternativa Baroja també comenta la possibilitat que el nom pogués provenir del llatí, per exemple de Val Dexter (vall de la Dreta), que s'hagués transformat en D'exter ibar. Finalment cap citar la possibilitat que el nom de la vall sigui un antropònim, relacionat amb un nom propi. A Navarra abunden topònims relacionats amb noms propis, que generalment solen venir acompanyats per sufixos del tipus -iz, -oz, -ain o -anus, i que generalment es remunten a l'època de l'Imperi Romà. El fet que un dels noms antics de la vall fora fos Azteribar i que existeixi precisament un despoblat a Esteribar dit Azterain, que segueix el patró típic dels antropònims navarresos, suggereixen la possibilitat que el nom de la vall no signifiqui més que barri d'Azter, sent aquest el propietari que va tenir una vegada la vall. A pesar d'estar situat en la zona nord i boscosa de Navarra la vall va conèixer una important romanització, ja que la calçada romana Bordeus-Astorga travessava la vall.

## Demografia
| Evolució demogràfica                                 | Evolució demogràfica | Evolució demogràfica | Evolució demogràfica | Evolució demogràfica | Evolució demogràfica | Evolució demogràfica | Evolució demogràfica | Evolució demogràfica | Evolució demogràfica | Evolució demogràfica |
| 1996                                                 | 1998                 | 1999                 | 2000                 | 2001                 | 2002                 | 2003                 | 2004                 | 2005                 | 2006                 | 2007                 |
| ---------------------------------------------------- | -------------------- | -------------------- | -------------------- | -------------------- | -------------------- | -------------------- | -------------------- | -------------------- | -------------------- | -------------------- |
| 1 475                                                | 1 452                | 1 709                | 1 519                | 1 527                | 1 518                | 1 527                | 1 547                | 1 591                | 1 652                | 1 911                |
| Fonts: Esteribar i Institut d'Estadística de Navarra |                      |                      |                      |                      |                      |                      |                      |                      |                      |                      |

## Idioma
Esteribar és una vall bilingüe. Encara que pertany legalment a la Zona bascòfona de Navarra l'idioma utilitzat més habitualment en l'actualitat, sobretot en els pobles de la part inferior de la vall és l'espanyol. En la primera meitat del segle xix Esteribar era considerat encara una vall enterament bascòfon, però la llengua basca va sofrir una forta regressió a partir de llavors. Ja en la primera meitat del segle XX havia deixat de parlar-se en diversos pobles de la zona meridional de la vall i en la segona meitat del segle XX pràcticament havia desaparegut de la vall. El dialecte local, una variant de l'alt-navarrès meridional, s'ha conservat en els pobles de la part alta de la vall, com Eugi o Iragi, on s'ha mantingut viu transmetent-se de pares a fills. En aquesta zona es concentren la major part dels bascoparlants d'Esteribar. en l'actualitat, l'idioma s'està recuperant gràcies a la seva promoció i que les generacions més joves de la vall reben el seu ensenyament en el model D (basc). Segons dades de 2001, si bé solament el 6% de la població de la vall tenia com llengua materna l'euskera; entre el 25% i el 30% era ja capaç d'expressar-se en aquest idioma.

## Personatges cèlebres
- García de Eugui (s.XIV-XV): frare agustí, bisbe de Baiona i confessor dels reis Carles II i Carles III de Navarra.
- David Jaime Deán (1887-1949): personalitat republicana navarresa.
- Félix Arrarás (1883-1970): eclesiàstic i escriptor.
- Helena Santesteban (1947): política d'Eusko Alkartasuna. Fou alcaldesa de Bera i parlamentària navarresa (2003-07).
- Faustino Gil Aizkorbe (1948): escultor.
- Fernando Goñi, Goñi III (1973): pilotari.